# Norbert Weinke
Norbert Weinke (* 14. September 1929 in Pasewalk; † 1999 in Berlin) war ein deutscher Maler, Grafiker und Hochschullehrer.

## Leben und Werk
Weinke studierte von 1948 bis 1951 an der Ernst-Moritz-Arndt-Universität Greifswald bei Herbert Schmidt-Walter und Herbert Wegehaupt Kunsterziehung und Psychologie. Ab 1951 war er in der künstlerischen Ausbildung von Lehrern an der Universität Greifswald und ab 1957 an der Humboldt-Universität zu Berlin tätig. 1965 erwarb er im Fernstudium an der Hochschule für Bildende und Angewandte Kunst Berlin-Weißensee bei Fritz Dähn und Heinrich Burkhardt das Diplom für Malerei. Ab 1976 war Weinke Dozent für Malerei und Grafik an der Humboldt-Universität. Daneben betätigt er sich als Maler, Zeichner und Grafiker.
Studienreisen führten ihn in die Sowjetunion, die CSSR, nach Polen und Jugoslawien. Außerhalb der DDR hatte er Ausstellungen in der Bundesrepublik, in Polen, Zypern und in Moskau und Prag.
Weinke war bis 1990 Mitglied des Verbands Bildender Künstler der DDR.

## Werke (Auswahl)

### Tafelbilder
- An der Berliner Museumsinsel (Öl, 1967; ausgestellt auf der 6. Deutschen Kunstausstellung)[1]

### Zeichnungen
- Porträt eines vogtländischen Mädchens (schwarze Lithografiekreide, 59,5 × 41,9 cm, 1980; Otto-Dix-Haus Gera)
- Bildnis der Schauspielerin Ursula Werner (schwarzer Kugelschreiber, 36,9 × 28,6 cm 1982; Otto-Dix-Haus Gera)
- Regisseur Rolf Winkelgrund (schwarzer und blauer Kugelschreiber, 19,6 × 28,7 cm, 1982; Otto-Dix-Haus Gera)

## Ausstellungen (unvollständig)

### Einzelausstellungen
- 1971: Berlin, Galerie im Turm (Malerei und Graphik)

- 1981/82: Greifswald, Ausstellungszentrum der Ernst-Moritz-Arndt-Universität
- 1982: Stralsund, Kulturhistorisches Museum Stralsund
- 1983: Fürstenwalde, Ausstellungszentrum Altes Rathaus
- 1983/1984: Bernburg, Galerie im Alten Haus (Malerei und Handzeichnungen)
- 1984: Bad Elster, Kleine Galerie im Empfangsgebäude des Sanatoriumskomplexes
- 1984: Neustrelitz, Museum der Stadt Neustrelitz
- 1984: Rostock, Galerie am Boulevard (Verkaufsausstellung)
- 1985: Unterwellenborn, Kulturpalast Maxhütte
- 1986: Berlin, Galerie am Prater
- 1986: Berlin, TiP-Galerie

### Teilnahme an zentralen und wichtigen regionalen Ausstellungen in der DDR
- 1967/68: Dresden, Albertinum, VI. Deutsche Kunstausstellung
- 1970: Berlin, Altes Museum („Im Geiste Lenins“)
- 1970: Berlin, Altes Museum („Auferstanden aus Ruinen. Druckgraphik und Zeichnungen 1945–1970“)
- 1971: Berlin, Altes Museum („Das Antlitz der Arbeiterklasse in der bildenden Kunst der DDR“)
- 1975, 1979 und 1981: Berlin, Bezirkskunstausstellungen
- 1986: Fürstenwalde, Altes Rathaus („Miniatur in der bildenden Kunst der DDR“)